# Hohenzollernplatz (metrostation München)
Hohenzollernplatz is een metrostation in de wijk Schwabing-West van de Duitse stad München. Het station werd geopend op 18 oktober 1980 en wordt bediend door de lijnen U2 en U8 van de metro van München.